# Anaconda (インストーラー)

Anaconda（アナコンダ）はLinuxディストリビューション向けの自由かつオープンソースなシステムインストーラ。
CentOS や Fedora 、Red Hat Enterprise Linux、Oracle Linux、Scientific Linux、Rocky Linux、AlmaLinuxなど多くのディストリビューションで採用されている。

## 機能

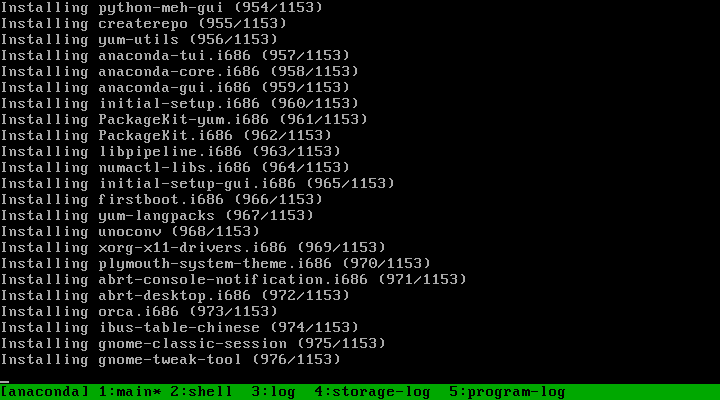
テキストモードでCentOS7をインストールしているAnaconda

Anaconda はテキストモードと GUI モードを提供しているため、ユーザーは幅広いシステムにインストールできる。簡単に移植できるように設計されており、幅広いハードウェア プラットフォーム (IA-32、Itanium、DEC Alpha、IBM ESA/390、PowerPC、ARMv8) をサポートしている。CD-ROM ドライブやハードディスクなどのローカルストレージデバイスからのインストールや、FTP、HTTP、NFS 経由のネットワークリソースからのインストールもサポートしている。また、kickstartファイルを使用してインストールを自動化することもできる。kickstartファイルによってインストールが自動的に構成され、ユーザーは最小限の管理でインストールを実行できる。OS のインストールプロセスを開始する前に、インストーラーはシステムのハードウェアとリソースの要件を確認します。要件が満たされている場合にのみ、インストールプロセスが開始される。

## 技術
主に Python で書かれており、一部のモジュールは C言語 で書かれている。グラフィカル フロントエンドは GTK+ 3/PyGObject に基づいており、Glade Interface Designer で設計されている。Anaconda には、IBM ESA/390 メインフレームなどのラインプリンタのような端末を備えたコンピューターをサポートするカスタムテキストフロントエンドもある。将来のアップデートでは、現在の GTK+ 3 ベースの GUI に代わる Firefox ベースの Web UI が導入される予定である。

## 詳細
Anaconda インストーラーは、特定のインストールニーズを持つユーザーと、インストーラー自体または OS インストール全般の問題をデバッグするユーザーの両方に、さまざまな便利なツールとコマンドを提供する。
Anacondaは、インストールの動作に影響を与えるためにブートコマンドラインに渡すことができる豊富なオプションをサポートしている。また、インストール実行中にユーザーがインストール環境を調べることができるように、TTY2で実行されるルートシェルも用意されている。
インストール環境には、さまざまな便利なファイルが存在する。
- /tmp/anaconda.log - Anaconda 関連のログ メッセージが含まれる (Anaconda は journal にもログを記録する)
- /root/lorax-packages.log - インストールイメージの作成に使用されたすべてのパッケージの名前とバージョンのリストが含まれる
- /mnt/install/ks.cfg には、インストール実行に使用されたkickstartが含まれる(存在する場合)

インストールが成功すると、Anaconda はシステム自体にインストール実行からのさまざまな重要なファイルを保存する。これにより、後からでもシステムがどのようにインストールされたかを確認することができる。
- インストール ログは /var/log/anaconda に保存される
- インストール実行中に選択されたオプションを記述するkickstartファイルは /root/anaconda-ks.cfg に保存される

システム上にある anaconda-ks.cfg ファイルを使用して (または少し変更して)、非常によく似たシステムを再度インストールすることもできる。